# Draft de la NBA de 2021
El Draft de la NBA de 2021 se celebró el jueves 29 de julio de 2021 en el Barclays Center de Brooklyn, Nueva York. Los equipos de la National Basketball Association (NBA) se turnaron para seleccionar a los jugadores del baloncesto universitario de los Estados Unidos y otros jugadores elegibles, incluyendo los jugadores internacionales. La lotería del draft tuvo lugar el 22 de junio, durante la celebración de los playoffs.

## Selecciones del draft

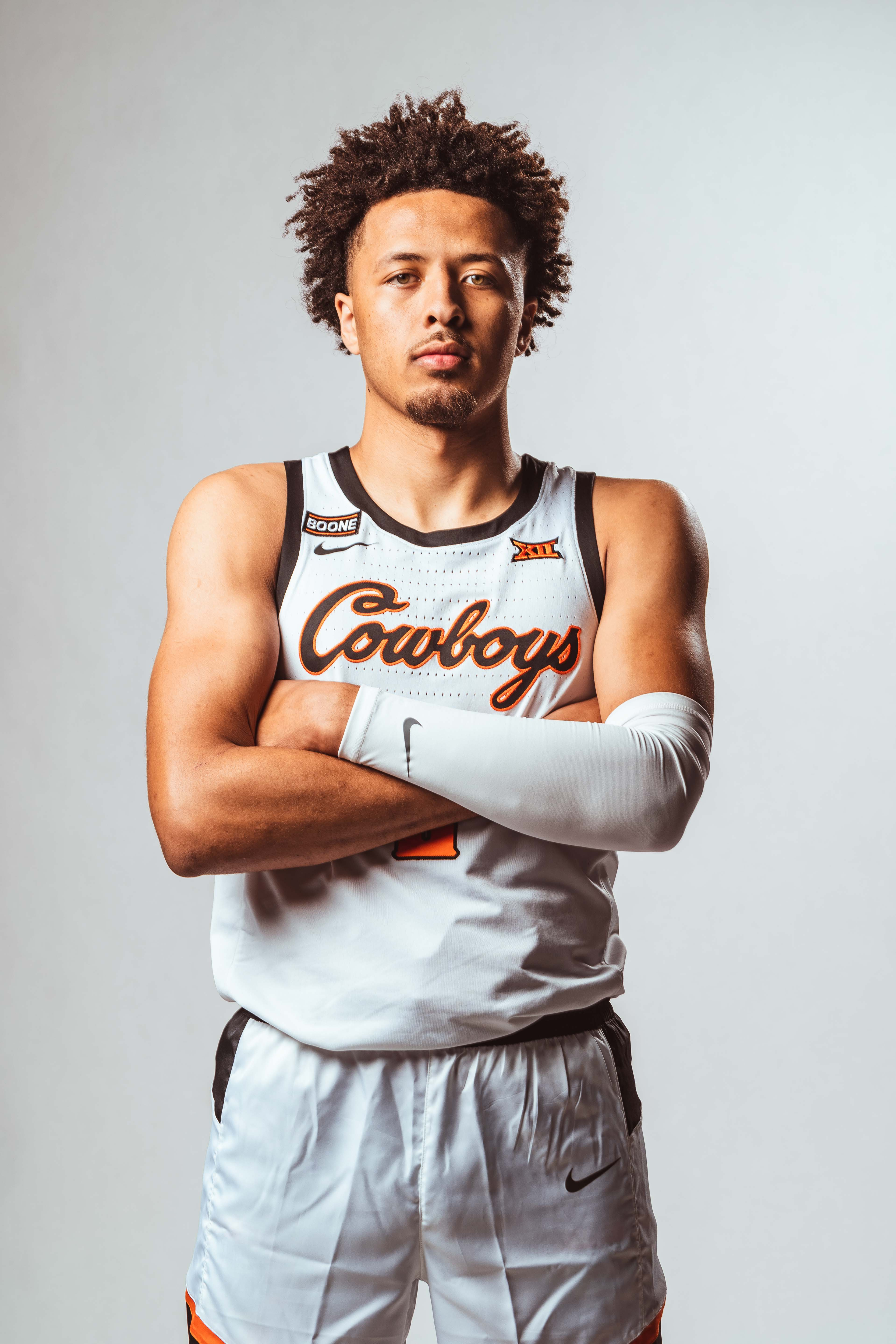
Cade Cunningham fue seleccionado en primera posición.

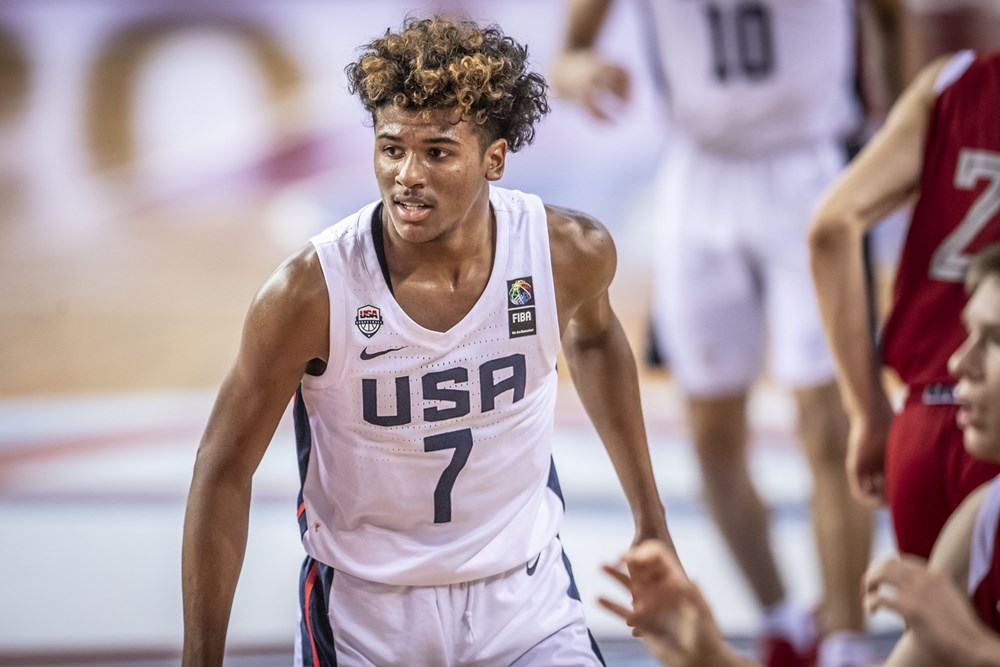
Jalen Green (NBA G League Ignite) fue elegido en 2.ª posición.

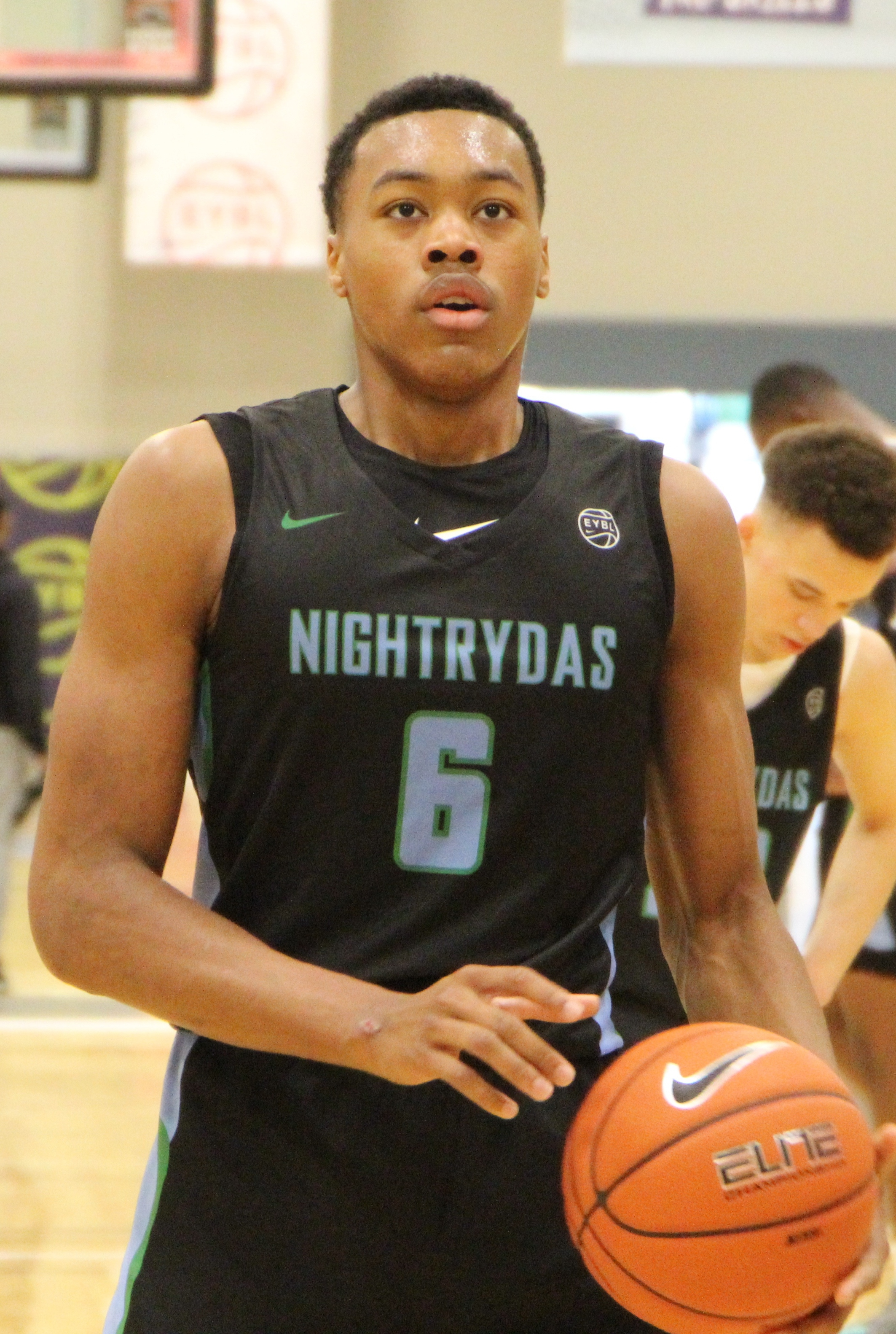
Scottie Barnes fue la 4.ª elección por Toronto Raptors.

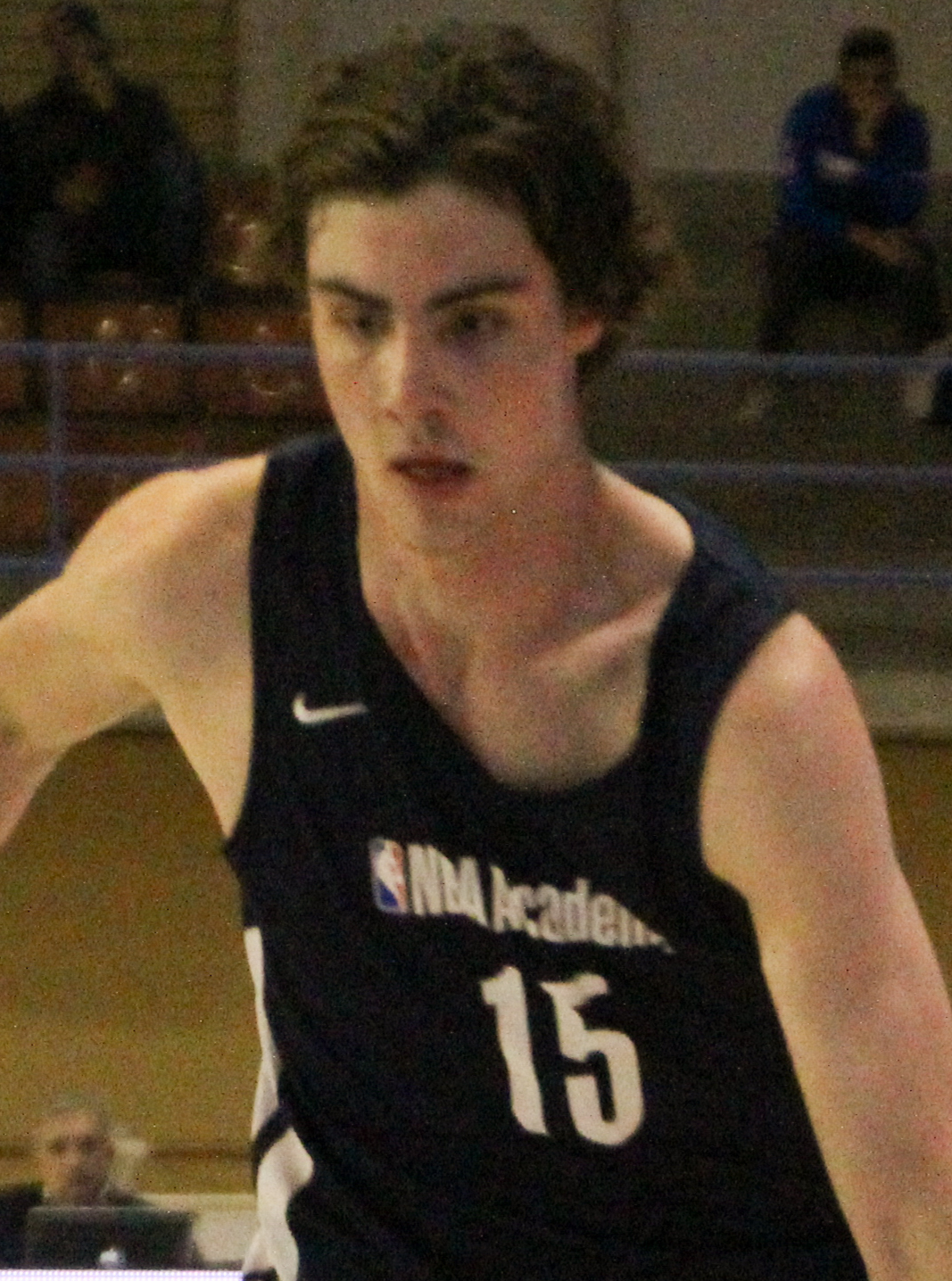
Josh Giddey, elegido en sexto lugar.

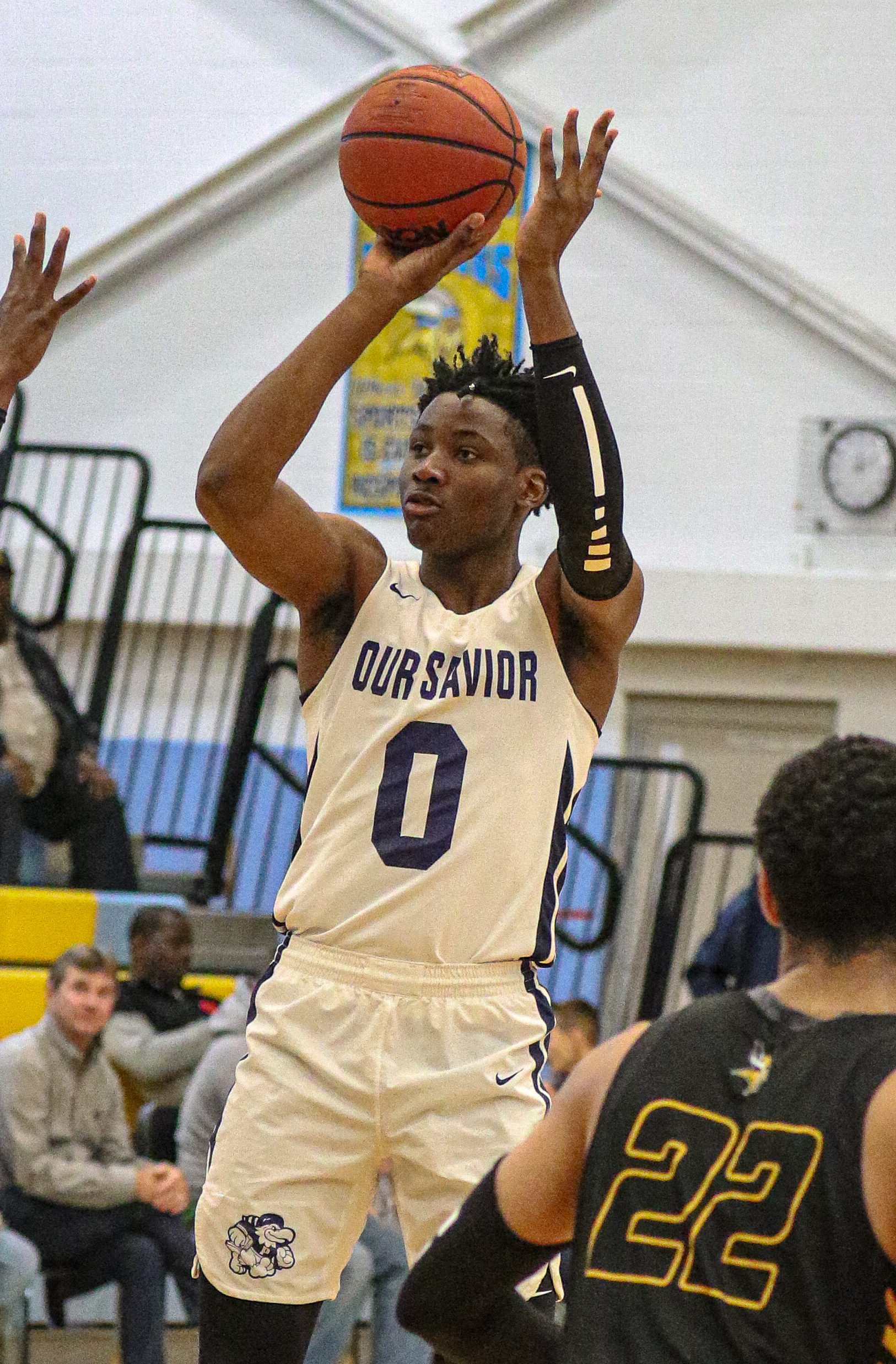
Jonathan Kuminga fue elegido en la séptima posición.

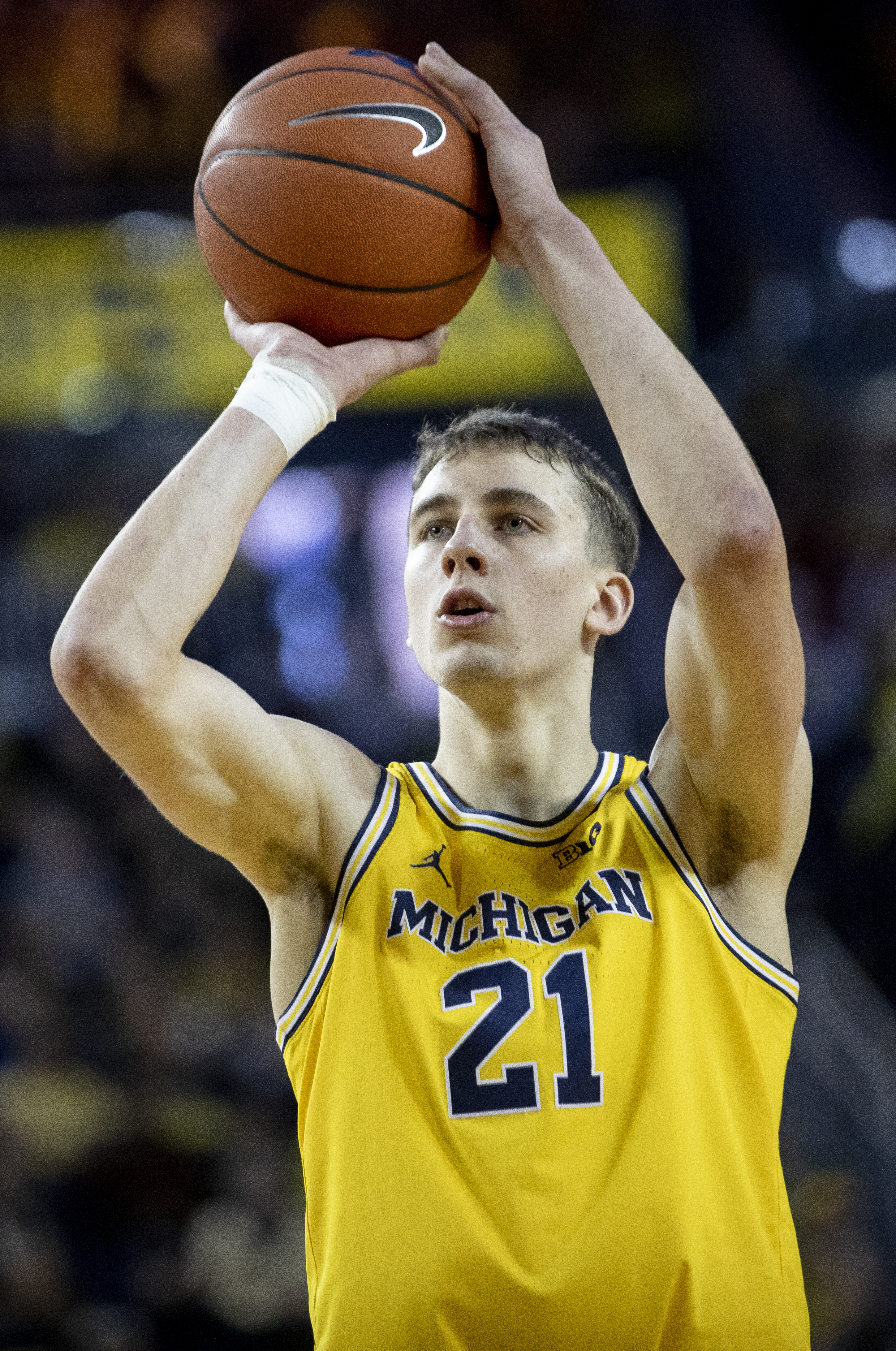
Franz Wagner, seleccionado en el puesto 8 por los Orlando Magic.

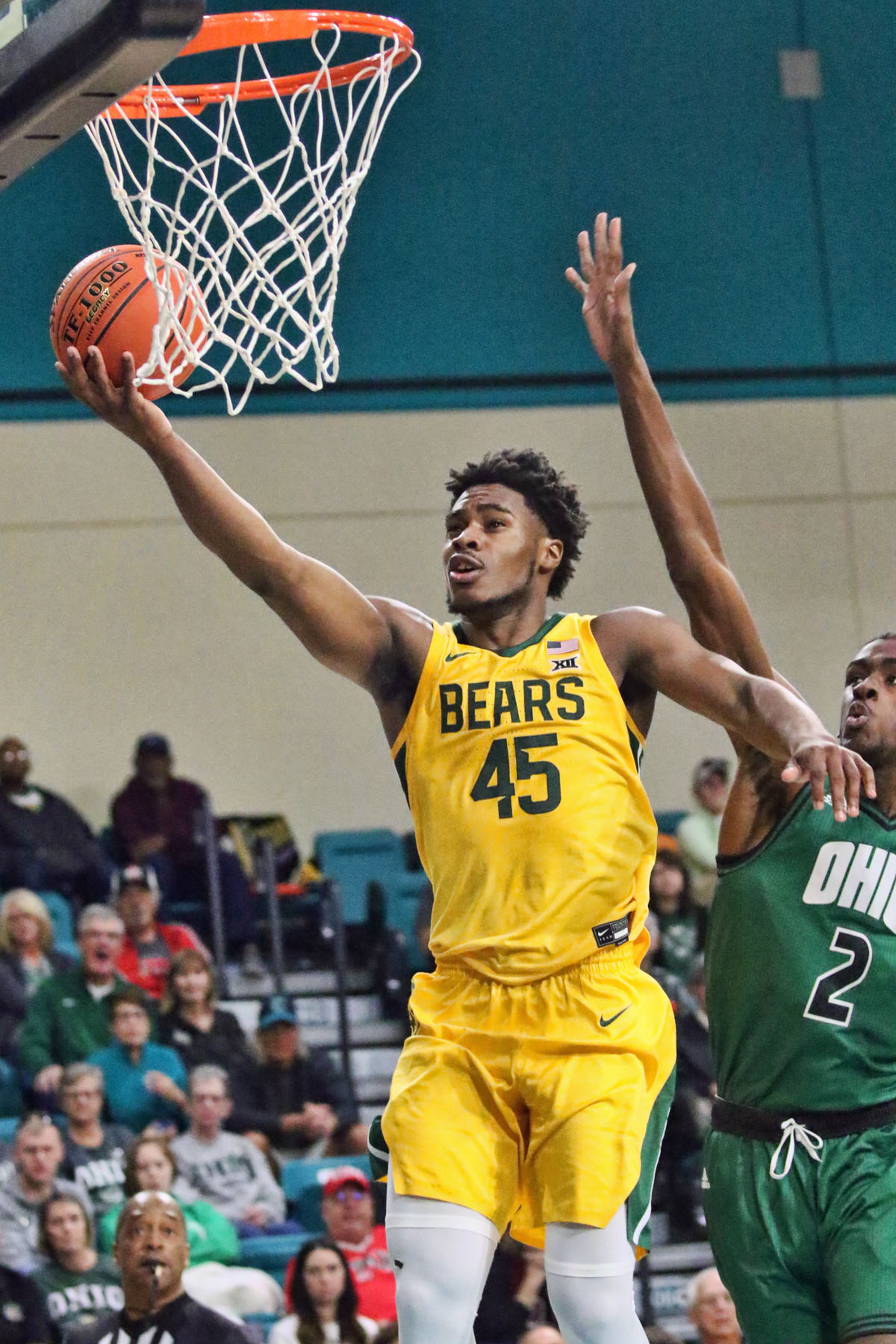
Davion Mitchell fue elegido en novena posición.

|  | Denota jugador miembro del Basketball Hall of Fame                                                 |
|  | Denota jugador que ha sido seleccionado al menos en un All-Star Game y un Mejor Quinteto de la NBA |
|  | Denota jugador que ha sido seleccionado al menos en un All-Star Game                               |
|  | Denota jugador que nunca ha jugado en la NBA                                                       |

| PG | Base | SG | Escolta | SF | Alero | PF | Ala Pívot | C | Pívot |

### Primera ronda
| Pick | Jugador          | Pos.  | Nacionalidad         | Equipo                                  | Universidad / Club         |
| ---- | ---------------- | ----- | -------------------- | --------------------------------------- | -------------------------- |
| 1    | Cade Cunningham  | PG/SG | Estados Unidos       | Detroit Pistons                         | Oklahoma State             |
| 2    | Jalen Green      | SG    | Estados Unidos       | Houston Rockets                         | G League Ignite (G League) |
| 3    | Evan Mobley      | C     | Estados Unidos       | Cleveland Cavaliers                     | USC                        |
| 4    | Scottie Barnes   | PF    | Estados Unidos       | Toronto Raptors                         | Florida State              |
| 5    | Jalen Suggs      | PG/SG | Estados Unidos       | Orlando Magic                           | Gonzaga                    |
| 6    | Josh Giddey      | PG    | Australia            | Oklahoma City Thunder                   | Adelaide 36ers (Australia) |
| 7    | Jonathan Kuminga | SF    | RD Congo             | Golden State Warriors (desde Minnesota) | G League Ignite (G League) |
| 8    | Franz Wagner     | SF    | Alemania             | Orlando Magic (de Chicago)              | Michigan                   |
| 9    | Davion Mitchell  | PG    | Estados Unidos       | Sacramento Kings                        | Baylor                     |
| 10   | Ziaire Williams  | SF    | Estados Unidos       | Memphis Grizzlies                       | Stanford                   |
| 11   | James Bouknight  | SG    | Estados Unidos       | Charlotte Hornets                       | UConn                      |
| 12   | Joshua Primo     | SG    | Canadá               | San Antonio Spurs                       | Alabama                    |
| 13   | Chris Duarte     | SG    | República Dominicana | Indiana Pacers                          | Oregon                     |
| 14   | Moses Moody      | SG    | Estados Unidos       | Golden State Warriors                   | Arkansas                   |
| 15   | Corey Kispert    | SF    | Estados Unidos       | Washington Wizards                      | Gonzaga                    |
| 16   | Alperen Şengün   | C     | Turquía              | Oklahoma City Thunder (de Boston)       | Beşiktaş (Turquía)         |
| 17   | Trey Murphy III  | SF    | Estados Unidos       | Memphis Grizzlies                       | Virginia                   |
| 18   | Tre Mann         | PG    | Estados Unidos       | Oklahoma City Thunder (de Miami)        | Florida                    |
| 19   | Kai Jones        | C     | Bahamas              | New York Knicks                         | Texas                      |
| 20   | Jalen Johnson    | PF    | Estados Unidos       | Atlanta Hawks                           | Duke                       |
| 21   | Keon Johnson     | SG    | Estados Unidos       | New York Knicks (de Dallas)             | Tennessee                  |
| 22   | Isaiah Jackson   | PF    | Estados Unidos       | Los Angeles Lakers                      | Kentucky                   |
| 23   | Usman Garuba     | PF/C  | España               | Houston Rockets (de Portland)           | Real Madrid(España)        |
| 24   | Josh Christopher | SG    | Estados Unidos       | Houston Rockets (de Milwaukee)          | Arizona State              |
| 25   | Quentin Grimes   | SG    | Estados Unidos       | Los Angeles Clippers                    | Houston                    |
| 26   | Nah'Shon Hyland  | SG    | Estados Unidos       | Denver Nuggets                          | VCU                        |
| 27   | Cameron Thomas   | SG    | Estados Unidos       | Brooklyn Nets                           | LSU                        |
| 28   | Jaden Springer   | SG    | Estados Unidos       | Philadelphia 76ers                      | Tennessee                  |
| 29   | Day'Ron Sharpe   | C     | Estados Unidos       | Phoenix Suns                            | North Carolina             |
| 30   | Santi Aldama     | F     | España               | Utah Jazz                               | Loyola (MD)                |

### Segunda ronda
| Pick | Jugador                | Pos. | Nacionalidad   | Equipo                                                                | Universidad / Club         |
| ---- | ---------------------- | ---- | -------------- | --------------------------------------------------------------------- | -------------------------- |
| 31   | Isaiah Todd            | PF   | Estados Unidos | Milwaukee Bucks (de Houston)                                          | G League Ignite (G League) |
| 32   | Jeremiah Robinson-Earl | PF   | Estados Unidos | New York Knicks (de Detroit vía Philadelphia a LA Clippers)           | Villanova                  |
| 33   | Jason Preston          | PG   | Estados Unidos | Orlando Magic                                                         | Ohio                       |
| 34   | Rokas Jokubaitis       | PG   | Lituania       | Oklahoma City Thunder                                                 | Žalgiris Kaunas (Lituania) |
| 35   | Herbert Jones          | SF   | Estados Unidos | New Orleans Pelicans (de Cleveland vía Atlanta)                       | Alabama                    |
| 36   | Miles McBride          | PG   | Estados Unidos | Oklahoma City Thunder (de Minnesota vía Golden State)                 | West Virginia              |
| 37   | JT Thor                | PF   | Estados Unidos | Detroit Pistons (de Toronto vía Brooklyn)                             | Auburn                     |
| 38   | Ayo Dosunmu            | PG   | Estados Unidos | Chicago Bulls                                                         | Illinois                   |
| 39   | Neemias Queta          | C    | Portugal       | Sacramento Kings                                                      | Utah State                 |
| 40   | Jared Butler           | SG   | Estados Unidos | New Orleans Pelicans                                                  | Baylor                     |
| 41   | Joe Wieskamp           | SF   | Estados Unidos | San Antonio Spurs                                                     | Iowa                       |
| 42   | Isaiah Livers          | SF   | Estados Unidos | Detroit Pistons (de Charlotte vía New York)                           | Michigan                   |
| 43   | Greg Brown             | PF   | Estados Unidos | New Orleans Pelicans (de Washington vía Utah a Cleveland a Milwaukee) | Texas                      |
| 44   | Kessler Edwards        | SF   | Estados Unidos | Brooklyn Nets (de Indiana)                                            | Pepperdine                 |
| 45   | Juhann Begarin         | SG   | Francia        | Boston Celtics                                                        | Paris (Francia)            |
| 46   | Dalano Banton          | PG   | Canadá         | Toronto Raptors (de Memphis vía Sacramento)                           | Nebraska                   |
| 47   | David Johnson          | PG   | Estados Unidos | Toronto Raptors (de Golden State vía New Orleans a Utah)              | Louisville                 |
| 48   | Sharife Cooper         | PG   | Estados Unidos | Atlanta Hawks (de Miami vía Portland a Sacramento)                    | Auburn                     |
| 49   | Marcus Zegarowski      | PG   | Estados Unidos | Brooklyn Nets (de Atlanta)                                            | Creighton                  |
| 50   | Filip Petrušev         | C    | Serbia         | Philadelphia 76ers (de New York)                                      | Mega Basket (Serbia)       |
| 51   | Brandon Boston Jr.     | SG   | Estados Unidos | Memphis Grizzlies (de Portland vía Cleveland a Detroit a Dallas)      | Kentucky                   |
| 52   | Luka Garza             | C    | Estados Unidos | Detroit Pistons (de LA Lakers vía Detroit a Houston a Sacramento)     | Iowa                       |
| 53   | Charles Bassey         | C    | Nigeria        | New Orleans Pelicans (de Dallas)                                      | Western Kentucky           |
| 54   | Sandro Mamukelashvili  | C    | Georgia        | Indiana Pacers (de Milwaukee vía Cleveland a Houston)                 | Seton Hall                 |
| 55   | Aaron Wiggins          | SG   | Estados Unidos | Oklahoma City Thunder (de Denver vía Philadelphia a Golden State)     | Maryland                   |
| 56   | Scottie Lewis          | SG   | Estados Unidos | Charlotte Hornets (de LA Clippers)                                    | Florida                    |
| 57   | Balša Koprivica        | C    | Serbia         | Charlotte Hornets (de Brooklyn)                                       | Florida State              |
| 58   | Jericho Sims           | PF   | Estados Unidos | New York Knicks (de Philadelphia)                                     | Texas                      |
| 59   | RaiQuan Gray           | PF   | Estados Unidos | Brooklyn Nets (de Phoenix)                                            | Florida State              |
| 60   | Georgios Kalaitzakis   | SF   | Grecia         | Indiana Pacers (de Utah)                                              | Panathinaikos (Grecia)     |

### Acuerdos previos al draft
1. ↑  6 de febrero de 2020: Minnesota Timberwolves a Golden State Warriors[1]
  - Golden State adquiere a Andrew Wiggins, una elección protegida del draft top-3 y una elección de segunda ronda
  - Minnesota adquiere a D'Angelo Russell, Jacob Evans y Omari Spellman.
2. ↑  25 de marzo de 2021: Chicago Bulls a Orlando Magic[2]
  - Orlando adquiere a Wendell Carter Jr., Otto Porter Jr., una elecciómn de primera ronda de 2021 y una elección de primera ronda de 2023
  - Chicago adquiere a Nikola Vučević y Al-Farouq Aminu.

### Acuerdos la noche del draft
1. 1 2  Chicago tiene derecho a cambiar su selección de segunda ronda por Nueva Orleans'.

## Jugadores destacados no elegidos en el draft
Estos jugadores no fueron seleccionados en el draft de la NBA de 2021, pero han jugado al menos un partido en la NBA.
| Jugador              | Pos.  | Nacionalidad   | Universidad/club                 |
| -------------------- | ----- | -------------- | -------------------------------- |
| Jose Alvarado        | PG    | Estados Unidos | Georgia Tech                     |
| Joël Ayayi           | SF    | Francia        | Gonzaga                          |
| Onuralp Bitim        | SF    | Turquía        | Frutti Extra Bursaspor (Turquía) |
| Chaundee Brown       | SG    | Estados Unidos | Michigan                         |
| D. J. Carton         | PG    | Estados Unidos | Marquette                        |
| Justin Champagnie    | SF    | Estados Unidos | Pittsburgh                       |
| Jalen Crutcher       | PG    | Estados Unidos | Dayton                           |
| David Duke Jr.       | SG    | Estados Unidos | Providence                       |
| Aleem Ford           | F     | Estados Unidos | Wisconsin                        |
| Marcus Garrett       | PG    | Estados Unidos | Kansas                           |
| Jordan Goodwin       | SG    | Estados Unidos | Saint Louis                      |
| Sam Hauser           | PF    | Estados Unidos | Virginia                         |
| Aaron Henry          | SF    | Estados Unidos | Michigan State                   |
| Jay Huff             | C     | Estados Unidos | Virginia                         |
| Feron Hunt           | SF    | Estados Unidos | SMU                              |
| Matthew Hurt         | PF    | Estados Unidos | Duke                             |
| DeJon Jarreau        | PG/SG | Estados Unidos | Houston                          |
| Carlik Jones         | PG    | Estados Unidos | Louisville                       |
| AJ Lawson            | SG    | Canadá         | South Carolina                   |
| Mac McClung          | PG    | Estados Unidos | Texas Tech                       |
| JaQuori McLaughlin   | PG    | Estados Unidos | UC Santa Barbara                 |
| RJ Nembhard          | SG    | Estados Unidos | TCU                              |
| Daishen Nix          | PG    | Estados Unidos | G League Ignite                  |
| Eugene Omoruyi       | SF    | Canadá         | Oregon                           |
| Jamorko Pickett      | SF    | Estados Unidos | Georgetown                       |
| Yves Pons            | PF    | Francia        | Tennessee                        |
| Micah Potter         | PF/C  | Estados Unidos | Wisconsin                        |
| Austin Reaves        | SG    | Estados Unidos | Oklahoma                         |
| Olivier Sarr         | C     | Francia        | Kentucky                         |
| Jordan Schakel       | SG/SF | Estados Unidos | San Diego State                  |
| Javonte Smart        | PG    | Estados Unidos | LSU                              |
| Dru Smith            | SG    | Estados Unidos | Missouri                         |
| Terry Taylor         | SG/SF | Estados Unidos | Austin Peay                      |
| M. J. Walker         | SG    | Estados Unidos | Florida State                    |
| Duane Washington Jr. | PG/SG | Estados Unidos | Ohio State                       |
| Trendon Watford      | PF    | Estados Unidos | LSU                              |
| Brandon Williams     | PG    | Estados Unidos | Arizona                          |
| McKinley Wright IV   | PG    | Estados Unidos | Colorado                         |
| Moses Wright         | PF    | Estados Unidos | Georgia Tech                     |

## Jugadores sin cumplir todos los ciclos universitarios
Los jugadores listados en negrita han indicado públicamente que han contratado agentes, o tienen planes de hacerlo, por lo que son ya inelegibles para una nueva temporada en el baloncesto universitario en 2020–21.
| - Max Abmas – G, Oral Roberts (sophomore) - Ochai Agbaji – G, Kansas (junior) - Josiah Agnew – G, Denmark Technical College (freshman) - Fardaws Aimaq – C, Utah Valley (redshirt sophomore) - James Akinjo – G, Arizona (junior) - Warith Alatishe – F, Oregon State (junior) - Santi Aldama – F, Loyola (MD) (sophomore) - Keve Aluma – F, Virginia Tech (redshirt junior) - Eric Ayala – G, Maryland (junior) - Joël Ayayi – G, Gonzaga (redshirt junior) - Marcus Bagley – F, Arizona State (freshman) - Dalano Banton – G, Nebraska (redshirt sophomore) - Scottie Barnes – F, Florida State (freshman) - Charles Bassey – C, Western Kentucky (junior) - Justin Bean – F, Utah State (junior) - Giorgi Bezhanishvili – F, Illinois (junior) - Brandon Boston Jr. – G, Kentucky (freshman) - James Bouknight – G, UConn (sophomore) - Pedro Bradshaw – F, Bellarmine (junior) - Izaiah Brockington – G, Penn State (junior) - Greg Brown – F, Texas (freshman) - Keyshawn Bryant – F, South Carolina (junior) - D. J. Burns Jr. – F, Winthrop (redshirt sophomore) - Jared Butler – G, Baylor (junior) - Sardaar Calhoun – G, Florida State (junior) - Marcus Carr – G, Minnesota (redshirt junior) - D. J. Carton – G, Marquette (sophomore) - Colin Castleton – C, Florida (junior) - Julian Champagnie – F, St. John's (sophomore) - Justin Champagnie – F, Pittsburgh (sophomore) - Josh Christopher – G, Arizona State (freshman) - Moussa Cissé – C, Memphis (freshman) - Kofi Cockburn – C, Illinois (sophomore) - Sharife Cooper – G, Auburn (freshman) - Jermaine Couisnard – G, South Carolina (redshirt sophomore) - Derek Culver – F, West Virginia (junior) - Sam Cunliffe – G, Evansville (junior) - Cade Cunningham – G, Oklahoma State (freshman) - Kendric Davis – G, SMU (junior) - Darius Days – F, LSU (junior) - Hunter Dickinson – C, Michigan (freshman) - Ayo Dosunmu – G, Illinois (junior) - David Duke Jr. – G, Providence (junior) - Nojel Eastern – G, Howard (redshirt junior) - Kessler Edwards – F, Pepperdine (junior) - Tyson Etienne – G, Wichita State (sophomore) - Dawson Garcia – F, Marquette (freshman) - RaiQuan Gray – F, Florida State (redshirt junior) - Patrick Greene Jr. – G, National Park College (sophomore) - Alan Griffin – G, Syracuse (junior) - Quentin Grimes – G, Houston (junior) - Quincy Guerrier – F, Syracuse (sophomore) - Jordan Hall – F, Saint Joseph's (freshman) - Bryce Hamilton – G, UNLV (junior) - De'Vion Harmon – G, Oklahoma (sophomore) - Aaron Henry – G, Michigan State (junior) - Trevor Hudgins – G, Northwest Missouri State (junior) - Feron Hunt – F, SMU (junior) - Matthew Hurt – F, Duke (sophomore) - Nah'Shon Hyland – G, VCU (sophomore) - Isaiah Jackson – F, Kentucky (freshman) - David Johnson – G, Louisville (sophomore) - Jalen Johnson – F, Duke (freshman) - Keon Johnson – G, Tennessee (freshman) - DeVante' Jones – G, Coastal Carolina (junior) - Kai Jones – F, Texas (sophomore) - Latrell Jones – G, Pepperdine (junior) | - Johnny Juzang – G, UCLA (sophomore) - Miller Kopp – F, Northwestern (junior) - Balša Koprivica – C, Florida State (sophomore) - A. J. Lawson – G, South Carolina (junior) - Scottie Lewis – G, Florida (sophomore) - E. J. Liddell – F, Ohio State (sophomore) - Makur Maker – F/C, Howard (freshman) - Tre Mann – G, Florida (sophomore) - Matthew Mayer – F, Baylor (junior) - Josh Mballa – F, Buffalo (junior) - Miles McBride – G, West Virginia (sophomore) - Mac McClung – G, Texas Tech (junior) - Sean McNeil – G, West Virginia (redshirt junior) - Justin Minaya – F, South Carolina (redshirt junior) - Davion Mitchell – G, Baylor (redshirt junior) - Evan Mobley – F/C, USC (freshman) - Isaiah Mobley – F, USC (sophomore) - Moses Moody – G, Arkansas (freshman) - Alex Morales – G, Wagner (junior) - Issa Muhammad – F, Daytona State College (sophomore) - Trey Murphy III – F, Virginia (junior) - RJ Nembhard – G, TCU (redshirt junior) - Joel Ntambwe – F, Texas Tech (redshirt junior) - Barra Njie – G, St. Benedict's Prep (postgraduate) - Kevin Obanor – F, Oral Roberts (junior) - Jordan Phillips – G, UT Arlington (junior) - Scotty Pippen Jr. – G, Vanderbilt (sophomore) - Jason Preston – G, Ohio (junior) - Joshua Primo – G, Alabama (freshman) - Neemias Queta – C, Utah State (junior) - Courtney Ramey – G, Texas (junior) - Antonio Reeves – G, Illinois State (sophomore) - Cody Riley – F, UCLA (junior) - Orlando Robinson – C, Fresno State (sophomore) - Jeremiah Robinson-Earl – F, Villanova (sophomore) - Damion Rosser – G, New Orleans (junior) - Shaun Royal Jr. – G, Victory Rock Prep (postgraduate) - Kevin Samuel – F/C, TCU (junior) - Marcus Sasser – G, Houston (sophomore) - Ronaldo Segu – G, Buffalo (junior) - Jaden Shackelford – G, Alabama (sophomore) - Terrence Shannon Jr. – G, Texas Tech (sophomore) - Day'Ron Sharpe – C, North Carolina (freshman) - Javonte Smart – G, LSU (junior) - Malachi Smith – G, Chattanooga (redshirt sophomore) - Jaden Springer – G, Tennessee (freshman) - DJ Steward – G, Duke (freshman) - D. J. Stewart Jr. – G, Mississippi State (redshirt sophomore) - Jalen Suggs – G, Gonzaga (freshman) - Cameron Thomas – G, LSU (freshman) - JT Thor – F, Auburn (freshman) - Franz Wagner – F, Michigan (sophomore) - C. J. Walker – F, UCF (sophomore) - Kyree Walker – G, Hillcrest Prep Academy (postgraduate) - Duane Washington Jr. – G, Ohio State (junior) - Trendon Watford – F, LSU (sophomore) - Romeo Weems – G/F, DePaul (sophomore) - Sahvir Wheeler – G, Georgia (sophomore) - Joe Wieskamp – G, Iowa (junior) - Aaron Wiggins – G, Maryland (junior) - Trevion Williams – F, Purdue (junior) - Ziaire Williams – F, Stanford (freshman) - Bryce Willis – G, Stanford (sophomore) - Jalen Wilson – F, Kansas (redshirt freshman) - Sidney Wilson – F, SIU Edwardsville (junior) - Isaiah Wong – G, Miami (FL) (sophomore) - Marcus Zegarowski – G, Creighton (junior) |

## Jugadores internacionales
| - Mert Akay – G, Dynamic (Serbia) - Carlos Alocén – G, Real Madrid (España) - Ibou Dianko Badji – C, FC Barcelona (España) - Aleksander Balcerowski – C, Gran Canaria (España) - Kenny Baptiste – F, Le Mans (Francia) - Juhann Begarin – G, Paris (Francia) - Hugo Besson – G, Saint-Quentin (Francia) - Tarik Biberovic – F, Fenerbahçe (Turquía) - Vrenz Bleijenbergh - F, Antwerp Giants (Bélgica) - Danko Branković – C, Cibona (Croacia) - Gora Camara – C, Casale (Italia) - Malcolm Cazalon – G, Mega Soccerbet (Serbia) - Vinicius da Silva – C, Prat (España) - Tom Digbeu – G, Prienai (Lituania) - Khalifa Diop – C, Herbalife Gran Canaria (España) - Ousmane Diop – F, Torino (Italia) - Mouhamet Diouf – F, Reggiana (Italia) - Biram Faye – C, Girona (España) - Usman Garuba – F, Real Madrid (España) - Matthieu Gauzin – G, Champagne Châlons-Reims (Francia) - Josh Giddey – G, Adelaide 36ers (Australia) - Gregor Glas – G, Dynamic (Serbia) - Guo Haowen – G/F, Shanghai Sharks (China) - Justus Hollatz – G, Hamburg Towers (Alemania) - Ariel Hukporti – C, Nevėžis (Lituania) - / Dalibor Ilić – F, Igokea (Bosnia y Herzegovina) - Rokas Jokubaitis – G, Žalgiris (Lituania) - Kenan Kamenjaš – C, Spars (Bosnia y Herzegovina) - Jovan Kljajić – G, Bilbao (España) | - Yoan Makoundou – F, Cholet (Francia) - Zsombor Maronka – F, Joventut Badalona (España) - / Karlo Matković – F/C, Mega Soccerbet (Serbia) - Nikita Mikhailovskii – G, Avtodor Saratov (Rusia) - Aristide Mouaha – G, Latina (Italia) - / Mario Nakić – F, Oostende (Bélgica) - Vladislav Odinokov – C, Khimki (Rusia) - Joel Parra – F, Joventut Badalona (España) - Tomáš Pavelka – C, Castelló (España) - Marko Pecarski – C, FMP (Serbia) - Franger Pirela – F, La Matanza (España) - Nemanja Popović – F, FMP (Serbia) - Jaime Pradilla – C, Valencia (España) - Roko Prkačin – F, Cibona (Croacia) - Gabriele Procida – G, Cantù (Italia) - Sitraka Raharimanantoanina – F, Élan Chalon (Francia) - Hugo Robineau – G, Cholet (Francia) - Nikos Rogkavopoulos – F, AEK (Grecia) - Žiga Samar – G, Fuenlabrada (España) - Pavel Savkov – G, Saski Baskonia (España) - Gui Santos – F, Minas (Brazil) - Alperen Şengün – C, Beşiktaş Icrypex (Turquía) - Alexander Shashkov – C, CSKA Moscow (Rusia) - Amar Sylla – C, Oostende (Bélgica) - Boris Tišma – F, Real Betis (España) - Bojan Tomašević – F, Dynamic (Serbia) - Uroš Trifunović – G, Partizan (Serbia) - Luc Van Slooten – F, Löwen Braunschweig (Alemania) |

## Lotería del draft
El sorteo de la lotería del draft tuvo lugar el 22 de junio de 2021, durante la celebración de los playoffs. 
| ^ | Indica los resultados de la lotería actuales |

| Equipo                 | Récord 2020-21 | Oport. | Probabilidades de lotería | Probabilidades de lotería | Probabilidades de lotería | Probabilidades de lotería | Probabilidades de lotería | Probabilidades de lotería | Probabilidades de lotería | Probabilidades de lotería | Probabilidades de lotería | Probabilidades de lotería | Probabilidades de lotería | Probabilidades de lotería | Probabilidades de lotería | Probabilidades de lotería |
| Equipo                 | Récord 2020-21 | Oport. | 1º                        | 2º                        | 3º                        | 4º                        | 5º                        | 6º                        | 7º                        | 8º                        | 9º                        | 10º                       | 11º                       | 12º                       | 13º                       | 14º                       |
| ---------------------- | -------------- | ------ | ------------------------- | ------------------------- | ------------------------- | ------------------------- | ------------------------- | ------------------------- | ------------------------- | ------------------------- | ------------------------- | ------------------------- | ------------------------- | ------------------------- | ------------------------- | ------------------------- |
| Houston Rockets        | 17–55          | 140    | 14.0%                     | 13.4%                     | 12.7%                     | 11.9%                     | 47.9%                     | -                         | -                         | -                         | -                         | -                         | -                         | -                         | -                         | -                         |
| Detroit Pistons        | 20–52          | 140    | 14.0%                     | 13.4%                     | 12.7%                     | 11.9%                     | 27.8%                     | 20.1%                     | -                         | -                         | -                         | -                         | -                         | -                         | -                         | -                         |
| Orlando Magic          | 21–51          | 140    | 14.0%                     | 13.4%                     | 12.7%                     | 11.9%                     | 14.8%                     | 26.0%                     | 7.1%                      | -                         | -                         | -                         | -                         | -                         | -                         | -                         |
| Oklahoma City Thunder  | 22–50          | 115    | 11.5%                     | 11.4%                     | 11.2%                     | 11.0%                     | 7.4%                      | 27.1%                     | 18.0%                     | 2.4%                      | -                         | -                         | -                         | -                         | -                         | -                         |
| Cleveland Cavaliers    | 22–50          | 115    | 11.5%                     | 11.4%                     | 11.2%                     | 11.0%                     | 2.0%                      | 18.2%                     | 25.5%                     | 8.6%                      | 0.6%                      | -                         | -                         | -                         | -                         | -                         |
| Minnesota Timberwolves | 23–49          | 90     | 9.0%                      | 9.2%                      | 9.4%                      | 9.6%                      | -                         | 8.6%                      | 29.7%                     | 20.6%                     | 3.4%                      | 0.2%                      | -                         | -                         | -                         | -                         |
| Toronto Raptors        | 27–45          | 75     | 7.5%                      | 7.8%                      | 8.1%                      | 8.5%                      | -                         | -                         | 19.8%                     | 33.9%                     | 13.0%                     | 1.4%                      | <0.1%                     | -                         | -                         | -                         |
| Chicago Bulls          | 31–41          | 45     | 4.5%                      | 4.8%                      | 5.2%                      | 5.7%                      | -                         | -                         | -                         | 34.5%                     | 36.2%                     | 8.5%                      | 0.5%                      | <0.1%                     | -                         | -                         |
| Sacramento Kings       | 31–41          | 45     | 4.5%                      | 4.8%                      | 5.2%                      | 5.7%                      | -                         | -                         | -                         | -                         | 46.4%                     | 29.4%                     | 3.9%                      | 0.1%                      | <0.1%                     | -                         |
| New Orleans Pelicans   | 31–41          | 45     | 4.5%                      | 4.8%                      | 5.2%                      | 5.7%                      | -                         | -                         | -                         | -                         | -                         | 60.6%                     | 17.9%                     | 1.2%                      | <0.1%                     | <0.1%                     |
| Charlotte Hornets      | 33–39          | 17     | 1.7%                      | 1.9%                      | 2.1%                      | 2.4%                      | -                         | -                         | -                         | -                         | -                         | -                         | 77.6%                     | 13.9%                     | 0.5%                      | <0.1%                     |
| San Antonio Spurs      | 33–39          | 16     | 1.6%                      | 1.8%                      | 2.0%                      | 2.2%                      | -                         | -                         | -                         | -                         | -                         | -                         | -                         | 84.8%                     | 7.5%                      | 0.1%                      |
| Indiana Pacers         | 34–38          | 12     | 1.2%                      | 1.3%                      | 1.5%                      | 1.7%                      | -                         | -                         | -                         | -                         | -                         | -                         | -                         | -                         | 92.0%                     | 2.3%                      |
| Golden State Warriors  | 39–33          | 5      | 0.5%                      | 0.6%                      | 0.6%                      | 0.7%                      | -                         | -                         | -                         | -                         | -                         | -                         | -                         | -                         | -                         | 97.6%                     |